# Huperzia polyclada
Huperzia polyclada là một loài thực vật có mạch trong Họ Thạch tùng. Loài này được (Sodiro) Rolleri & Deferrari mô tả khoa học đầu tiên.